# Campeonato Brasileiro de Futebol de 2003 - Série A
A Série A do Campeonato Brasileiro de Futebol de 2003 foi a 48.ª edição do principal torneio e a primeira edição com a adoção dos pontos corridos de futebol brasileiro. Iniciou-se dia 29 de março de 2003 e teve sua última rodada realizada em 14 de dezembro do mesmo ano.
Liderando quase todas as rodadas, o Cruzeiro sagrou-se campeão brasileiro pela segunda a vez, sendo a primeira equipe a conquistar o título na fórmula de pontos corridos. Como a Taça Brasil de 1966 não era reconhecida como edição do Brasileirão, o Cruzeiro era um campeão inédito, sendo o último a receber tal qualificação à época da conquista. Em 2010, com a unificação da Taça Brasil (1959 a 1968) e Roberto Gomes Pedrosa (1967 a 1970) aos Brasileiros a partir de 1971, o Atlético-PR, campeão de 2001, passou a ter o posto, ao qual ainda detém, de último novo vencedor.
A equipe mineira treinada por Vanderlei Luxemburgo e comandada em campo por Alex terminou a competição com 100 pontos (13 a mais que o segundo colocado) e marcando 102 gols.
Também foi a primeira vez que um clube conquistou a chamada "Tríplice Coroa", isto é, venceu, no mesmo ano, o Campeonato Brasileiro, o campeonato estadual (no caso, o Campeonato Mineiro) e a Copa do Brasil.

## Equipes participantes
| Equipe              | Cidade             | Estado | Em 2002      | Estádio             | Títulos                                  |
| ------------------- | ------------------ | ------ | ------------ | ------------------- | ---------------------------------------- |
| Atlético Mineiro    | Belo Horizonte     | MG     | 8º           | Mineirão            | 1937, 1971                               |
| Atlético Paranaense | Curitiba           | PR     | 14º          | Arena da Baixada    | 2001                                     |
| Bahia               | Salvador           | BA     | 19º          | Fonte Nova          | 1959, 1988                               |
| Corinthians         | São Paulo          | SP     | 2º           | Pacaembu            | 1990, 1998, 1999                         |
| Coritiba            | Curitiba           | PR     | 11º          | Couto Pereira       | 1985                                     |
| Criciúma            | Criciúma           | SC     | 1º (Série B) | Heriberto Hülse     | não possui                               |
| Cruzeiro            | Belo Horizonte     | MG     | 9º           | Mineirão            | 1966                                     |
| Figueirense         | Florianópolis      | SC     | 17º          | Orlando Scarpelli   | não possui                               |
| Flamengo            | Rio de Janeiro     | RJ     | 18º          | Maracanã            | 1980, 1982, 1983, 1992                   |
| Fluminense          | Rio de Janeiro     | RJ     | 4º           | Maracanã            | 1970, 1984                               |
| Fortaleza           | Fortaleza          | CE     | 2º (Série B) | Castelão            | não possui                               |
| Goiás               | Goiânia            | GO     | 12º          | Serra Dourada       | não possui                               |
| Grêmio              | Porto Alegre       | RS     | 3º           | Olímpico            | 1981, 1996                               |
| Guarani             | Campinas           | SP     | 16º          | Brinco de Ouro      | 1978                                     |
| Internacional       | Porto Alegre       | RS     | 21º          | Beira-Rio           | 1975, 1976, 1979                         |
| Juventude           | Caxias do Sul      | RS     | 7º           | Alfredo Jaconi      | não possui                               |
| Paraná              | Curitiba           | PR     | 22º          | Durival Britto      | não possui                               |
| Paysandu            | Belém              | PA     | 20º          | Mangueirão          | não possui                               |
| Ponte Preta         | Campinas           | SP     | 13º          | Moisés Lucarelli    | não possui                               |
| Santos              | Santos             | SP     | 1º           | Vila Belmiro        | 1961, 1962, 1963, 1964, 1965, 1968, 2002 |
| São Caetano         | São Caetano do Sul | SP     | 6º           | Anacleto Campanella | não possui                               |
| São Paulo           | São Paulo          | SP     | 5º           | Morumbi             | 1977, 1986, 1991                         |
| Vasco da Gama       | Rio de Janeiro     | RJ     | 15º          | São Januário        | 1974, 1989, 1997, 2000                   |
| Vitória             | Salvador           | BA     | 10º          | Barradão            | não possui                               |

## Fórmula de disputa
Os 24 participantes jogaram em grupo único, todos contra todos, em turno e returno. A equipe que marcou mais pontos ao final das 46 rodadas foi declarado o Campeão Brasileiro de 2003. Se uma ou mais equipes terminassem com o mesmo número de pontos, os critérios de desempate definiriam as posições. O campeão, o vice, o terceiro  e o quarto colocados estarão classificados para a disputa da Taça Libertadores de 2004. Caso o Cruzeiro, já classificado para o torneio via Copa do Brasil fique entre esses quatro, o quinto colocado também irá para a Libertadores. Os oito melhores colocados, além de Cruzeiro, São Paulo, Flamengo e Grêmio, estarão classificados para a disputa da Copa Sul-Americana de 2004. Os dois últimos times (os que tiverem conseguido menos pontos) foram rebaixados para a disputa do Campeonato Brasileiro da Série B em 2004. O Campeão Brasileiro da Série B e o vice estão automaticamente promovidos para a disputa da Série A em 2004.

### Critérios de Desempate
Para o desempate entre duas ou mais equipes seguirá a ordem definida abaixo:
- 1º - Número de vitórias
- 2º - Saldo de gols
- 3º - Gols feitos
- 4º - Confronto direto (apenas entre duas equipes)
- 5º - Sorteio

## Classificação
| Pos. | Equipes             | P     | J  | V  | E  | D  | GP  | GC | SG  | %  | Classificação ou rebaixamento                                            |
| ---- | ------------------- | ----- | -- | -- | -- | -- | --- | -- | --- | -- | ------------------------------------------------------------------------ |
| 1    | Cruzeiro            | 100   | 46 | 31 | 7  | 8  | 102 | 47 | +55 | 72 | Fase de grupos da Copa Libertadores de 2004 e Copa Sul-Americana de 2004 |
| 2    | Santos              | 87    | 46 | 25 | 12 | 9  | 93  | 60 | +33 | 63 | Fase de grupos da Copa Libertadores de 2004 e Copa Sul-Americana de 2004 |
| 3    | São Paulo           | 78    | 46 | 22 | 12 | 12 | 81  | 67 | +14 | 56 | Fase de grupos da Copa Libertadores de 2004 e Copa Sul-Americana de 2004 |
| 4    | São Caetano         | 742   | 46 | 19 | 14 | 13 | 53  | 37 | +16 | 53 | Fase de grupos da Copa Libertadores de 2004 e Copa Sul-Americana de 2004 |
| 5    | Coritiba            | 73    | 46 | 21 | 10 | 15 | 67  | 58 | +9  | 52 | Fase de grupos da Copa Libertadores de 2004 e Copa Sul-Americana de 2004 |
| 6    | Internacional       | 721   | 46 | 20 | 10 | 16 | 59  | 57 | +2  | 52 | Copa Sul-Americana de 20043                                              |
| 7    | Atlético Mineiro    | 72    | 46 | 19 | 15 | 12 | 76  | 62 | +14 | 52 | Copa Sul-Americana de 20043                                              |
| 8    | Flamengo            | 66    | 46 | 18 | 12 | 16 | 66  | 73 | –7  | 47 | Copa Sul-Americana de 20043                                              |
| 9    | Goiás               | 65    | 46 | 18 | 11 | 17 | 78  | 63 | +15 | 47 | Copa Sul-Americana de 20043                                              |
| 10   | Paraná              | 65    | 46 | 18 | 11 | 17 | 85  | 75 | +10 | 47 | Copa Sul-Americana de 20043                                              |
| 11   | Figueirense         | 65    | 46 | 17 | 14 | 15 | 62  | 54 | +8  | 47 | Copa Sul-Americana de 20043                                              |
| 12   | Atlético Paranaense | 61    | 46 | 17 | 10 | 19 | 67  | 72 | –5  | 44 |                                                                          |
| 13   | Guarani             | 61    | 46 | 17 | 10 | 19 | 64  | 72 | –8  | 44 |                                                                          |
| 14   | Criciúma            | 60    | 46 | 17 | 9  | 20 | 57  | 69 | –12 | 43 |                                                                          |
| 15   | Corinthians         | 592   | 46 | 15 | 12 | 19 | 61  | 63 | –2  | 42 |                                                                          |
| 16   | Vitória             | 56    | 46 | 15 | 11 | 20 | 50  | 64 | –14 | 40 |                                                                          |
| 17   | Vasco da Gama       | 54    | 46 | 13 | 15 | 18 | 57  | 69 | –12 | 39 |                                                                          |
| 18   | Juventude           | 531   | 46 | 12 | 14 | 20 | 55  | 70 | –15 | 38 |                                                                          |
| 19   | Fluminense          | 522   | 46 | 13 | 11 | 22 | 52  | 77 | –25 | 37 |                                                                          |
| 20   | Grêmio              | 50    | 46 | 13 | 11 | 22 | 54  | 68 | –12 | 36 | Copa Sul-Americana de 20043                                              |
| 21   | Ponte Preta         | 501,2 | 46 | 11 | 18 | 17 | 63  | 73 | –10 | 36 |                                                                          |
| 22   | Paysandu            | 492   | 46 | 15 | 12 | 19 | 74  | 77 | –3  | 35 |                                                                          |
| 23   | Fortaleza           | 49    | 46 | 12 | 13 | 21 | 58  | 74 | –16 | 35 | Rebaixados à Série B de 2004                                             |
| 24   | Bahia               | 46    | 46 | 12 | 10 | 24 | 59  | 92 | –33 | 33 | Rebaixados à Série B de 2004                                             |

1Ponte Preta escalou irregularmente o jogador Roberto nas partidas contra Internacional e Juventude, pelas rodadas 1 e 2 respectivamente, e perdeu os pontos conquistados nessas partidas. Internacional ganhou 2 pontos e o Juventude ganhou 3 pontos.

2O Paysandu escalou irregularmente os jogadores Júnior Amorim e Aldrovani e por esse motivo perdeu oito pontos. Desses pontos, três foram para a Ponte Preta, três para o São Caetano, dois para o Corinthians e mais dois para o Fluminense.

3Cruzeiro, São Paulo, Flamengo e Grêmio classificaram-se automaticamente para a Copa Sul-Americana pelo ranking da Conmebol.

## Confrontos
|     | ATM | ATP | BAH | COR | CTB | CRI | CRU | FIG | FLA | FLU | FOR | GOI | GRE | GUA | INT | JUV | PAR | PAY | PON | SAN | SCA | SPA | VAS | VIT |
| --- | --- | --- | --- | --- | --- | --- | --- | --- | --- | --- | --- | --- | --- | --- | --- | --- | --- | --- | --- | --- | --- | --- | --- | --- |
| ATM | -   | 1-2 | 1-0 | 2-3 | 1-2 | 1-1 | 0-1 | 1-1 | 1-0 | 3-0 | 2-0 | 3-2 | 3-2 | 3-2 | 1-2 | 2-1 | 2-2 | 3-2 | 2-0 | 0-0 | 3-1 | 2-2 | 2-1 | 1-0 |
| ATP | 1-2 | -   | 2-1 | 3-1 | 2-0 | 5-2 | 1-4 | 1-2 | 4-1 | 0-0 | 3-1 | 0-0 | 2-0 | 3-1 | 2-1 | 2-0 | 1-0 | 1-1 | 4-2 | 0-2 | 1-0 | 4-3 | 2-2 | 1-2 |
| BAH | 2-4 | 0-2 | -   | 0-0 | 2-2 | 2-2 | 0-7 | 1-1 | 1-2 | 2-2 | 1-0 | 2-1 | 2-1 | 2-0 | 1-3 | 3-1 | 4-2 | 2-0 | 1-0 | 4-7 | 0-0 | 3-0 | 3-0 | 2-1 |
| COR | 0-3 | 2-3 | 1-2 | -   | 0-1 | 3-0 | 0-1 | 0-1 | 1-1 | 1-0 | 2-0 | 2-0 | 1-0 | 1-0 | 3-1 | 3-0 | 1-1 | 6-1 | 3-0 | 1-1 | 0-3 | 1-2 | 0-0 | 4-0 |
| CTB | 2-2 | 2-0 | 3-2 | 1-0 | -   | 2-0 | 3-4 | 1-0 | 5-0 | 3-0 | 1-1 | 1-0 | 1-0 | 3-2 | 0-1 | 1-0 | 2-1 | 1-0 | 1-1 | 0-4 | 2-0 | 0-2 | 1-1 | 1-1 |
| CRI | 1-0 | 2-0 | 3-2 | 1-0 | 2-3 | -   | 1-3 | 1-0 | 4-3 | 2-0 | 2-2 | 1-0 | 0-2 | 1-0 | 1-0 | 3-0 | 1-2 | 2-0 | 3-0 | 1-3 | 0-1 | 1-1 | 2-1 | 1-1 |
| CRU | 0-0 | 5-2 | 5-2 | 1-1 | 2-2 | 2-0 | -   | 1-0 | 2-0 | 5-2 | 2-0 | 4-1 | 3-0 | 4-1 | 3-2 | 1-2 | 5-1 | 2-1 | 3-0 | 3-0 | 2-2 | 1-1 | 4-1 | 1-0 |
| FIG | 0-1 | 1-1 | 1-0 | 3-3 | 1-2 | 4-2 | 1-0 | -   | 0-0 | 2-2 | 2-2 | 0-1 | 2-1 | 2-0 | 3-2 | 2-1 | 4-2 | 6-0 | 0-0 | 1-0 | 3-0 | 2-2 | 0-0 | 1-2 |
| FLA | 3-2 | 2-1 | 6-0 | 1-0 | 1-1 | 1-0 | 3-0 | 0-2 | -   | 4-1 | 0-2 | 1-1 | 2-1 | 1-1 | 2-1 | 2-1 | 0-3 | 2-0 | 1-1 | 0-2 | 1-0 | 1-1 | 2-1 | 2-1 |
| FLU | 0-1 | 2-1 | 1-0 | 1-0 | 3-2 | 1-1 | 2-2 | 3-0 | 0-1 | -   | 1-1 | 2-3 | 2-0 | 5-2 | 3-1 | 1-0 | 0-0 | 1-1 | 2-2 | 1-4 | 2-1 | 1-3 | 0-0 | 2-0 |
| FOR | 4-3 | 1-0 | 0-0 | 1-2 | 2-2 | 0-1 | 1-2 | 1-1 | 4-1 | 3-1 | -   | 1-0 | 2-2 | 3-0 | 3-0 | 3-1 | 5-3 | 1-2 | 2-3 | 0-0 | 1-1 | 0-2 | 0-1 | 1-0 |
| GOI | 1-1 | 4-1 | 3-1 | 1-1 | 1-2 | 0-2 | 1-0 | 0-3 | 1-1 | 6-1 | 0-1 | -   | 1-1 | 3-0 | 3-1 | 7-0 | 1-0 | 2-2 | 0-0 | 3-0 | 2-1 | 3-1 | 3-1 | 1-1 |
| GRE | 2-2 | 1-1 | 1-1 | 3-0 | 1-0 | 0-2 | 0-1 | 3-1 | 2-0 | 0-1 | 3-1 | 0-1 | -   | 3-1 | 0-0 | 1-4 | 0-2 | 2-0 | 2-2 | 2-0 | 0-0 | 1-2 | 4-3 | 2-1 |
| GUA | 2-2 | 1-0 | 3-2 | 0-1 | 2-1 | 1-0 | 1-1 | 3-0 | 5-3 | 2-0 | 2-1 | 3-2 | 2-0 | -   | 3-0 | 2-0 | 2-0 | 2-1 | 1-3 | 1-2 | 0-1 | 0-1 | 4-2 | 2-2 |
| INT | 3-3 | 1-1 | 2-0 | 2-1 | 1-0 | 2-0 | 1-0 | 3-0 | 3-1 | 0-1 | 1-1 | 2-1 | 0-1 | 2-0 | -   | 0-0 | 2-1 | 2-1 | 1-1 | 1-0 | 0-0 | 1-1 | 2-1 | 0-1 |
| JUV | 1-0 | 4-0 | 1-0 | 6-1 | 2-1 | 3-1 | 0-1 | 1-2 | 2-2 | 2-1 | 2-2 | 0-2 | 1-2 | 1-1 | 1-1 | -   | 1-1 | 2-0 | 0-0 | 1-1 | 2-1 | 2-2 | 0-0 | 1-1 |
| PAR | 1-1 | 3-0 | 3-1 | 1-1 | 2-3 | 2-1 | 1-3 | 1-1 | 6-2 | 2-0 | 4-1 | 3-1 | 3-1 | 0-0 | 4-0 | 1-2 | -   | 4-2 | 3-2 | 1-2 | 1-1 | 4-2 | 3-3 | 2-0 |
| PAY | 1-0 | 2-2 | 4-0 | 2-2 | 1-3 | 4-0 | 3-0 | 1-0 | 2-2 | 2-2 | 3-0 | 2-2 | 1-1 | 6-1 | 0-0 | 3-2 | 3-0 | -   | 3-2 | 2-1 | 1-0 | 5-2 | 1-2 | 1-2 |
| PON | 2-1 | 2-2 | 1-0 | 3-3 | 1-1 | 1-1 | 1-3 | 1-1 | 1-1 | 3-0 | 2-0 | 0-2 | 2-1 | 0-2 | 1-4 | 1-0 | 4-0 | 4-4 | -   | 3-4 | 0-0 | 1-2 | 2-2 | 1-1 |
| SAN | 3-3 | 3-2 | 4-0 | 3-1 | 3-1 | 3-1 | 0-2 | 2-0 | 2-1 | 3-1 | 4-0 | 3-3 | 2-2 | 1-1 | 2-1 | 1-1 | 2-2 | 2-0 | 2-1 | -   | 0-1 | 3-2 | 2-1 | 3-1 |
| SCA | 2-0 | 0-0 | 4-1 | 1-0 | 2-0 | 3-2 | 2-0 | 0-2 | 1-1 | 2-0 | 4-0 | 1-0 | 1-1 | 0-2 | 5-0 | 1-1 | 2-0 | 2-0 | 1-0 | 2-2 | -   | 0-1 | 1-0 | 2-1 |
| SPA | 2-2 | 2-0 | 2-2 | 3-0 | 1-0 | 0-0 | 2-4 | 3-2 | 1-3 | 1-0 | 3-1 | 1-0 | 3-1 | 3-3 | 0-2 | 3-1 | 2-0 | 1-0 | 1-2 | 1-2 | 1-1 | -   | 3-1 | 3-1 |
| VAS | 2-2 | 2-1 | 1-1 | 2-2 | 2-1 | 2-0 | 0-1 | 1-0 | 1-2 | 1-0 | 1-1 | 6-4 | 2-0 | 0-0 | 0-1 | 1-1 | 1-4 | 0-2 | 1-0 | 1-1 | 1-0 | 3-2 | -   | 1-0 |
| VIT | 0-1 | 1-0 | 2-1 | 1-2 | 1-0 | 1-1 | 2-1 | 1-1 | 1-0 | 2-1 | 2-1 | 3-4 | 4-1 | 0-0 | 0-3 | 3-0 | 0-3 | 1-1 | 1-4 | 2-0 | 0-0 | 0-2 | 2-1 | -   |

## O jogo do título
Válido pela 44ª rodada
| 30 de novembro de 2003 | Cruzeiro            | 2 – 1 | Paysandu      | Mineirão, Belo Horizonte - MG                   |
| 16:00                  | Zinho 6' · Mota 73' |       | 90' Aldrovani | Público: 73,141 Árbitro: PR Heber Roberto Lopes |

## Desempenho por rodada
Clubes que lideraram ao final de cada rodada:
| Rodadas | Rodadas | Rodadas | Rodadas | Rodadas | Rodadas | Rodadas | Rodadas | Rodadas | Rodadas | Rodadas | Rodadas | Rodadas | Rodadas | Rodadas | Rodadas | Rodadas | Rodadas | Rodadas | Rodadas | Rodadas | Rodadas | Rodadas | Rodadas | Rodadas | Rodadas | Rodadas | Rodadas | Rodadas | Rodadas | Rodadas | Rodadas | Rodadas | Rodadas | Rodadas | Rodadas | Rodadas | Rodadas | Rodadas | Rodadas | Rodadas | Rodadas | Rodadas | Rodadas | Rodadas | Rodadas |
| ------- | ------- | ------- | ------- | ------- | ------- | ------- | ------- | ------- | ------- | ------- | ------- | ------- | ------- | ------- | ------- | ------- | ------- | ------- | ------- | ------- | ------- | ------- | ------- | ------- | ------- | ------- | ------- | ------- | ------- | ------- | ------- | ------- | ------- | ------- | ------- | ------- | ------- | ------- | ------- | ------- | ------- | ------- | ------- | ------- | ------- |
| 1       | 2       | 3       | 4       | 5       | 6       | 7       | 8       | 9       | 10      | 11      | 12      | 13      | 14      | 15      | 16      | 17      | 18      | 19      | 20      | 21      | 22      | 23      | 24      | 25      | 26      | 27      | 28      | 29      | 30      | 31      | 32      | 33      | 34      | 35      | 36      | 37      | 38      | 39      | 40      | 41      | 42      | 43      | 44      | 45      | 46      |
| JUV     | SCA     | INT     | CRU     | CRU     | INT     | INT     | CRU     | CRU     | CRU     | CRU     | CRU     | CRU     | CRU     | CRU     | SAN     | CRU     | CRU     | CRU     | CRU     | CRU     | CRU     | CRU     | CRU     | CRU     | CRU     | CRU     | SAN     | CRU     | CRU     | CRU     | CRU     | CRU     | CRU     | CRU     | CRU     | CRU     | CRU     | CRU     | CRU     | CRU     | CRU     | CRU     | CRU     | CRU     | CRU     |

Clubes que ficaram na última posição do campeonato ao final de cada rodada:
| Rodadas | Rodadas | Rodadas | Rodadas | Rodadas | Rodadas | Rodadas | Rodadas | Rodadas | Rodadas | Rodadas | Rodadas | Rodadas | Rodadas | Rodadas | Rodadas | Rodadas | Rodadas | Rodadas | Rodadas | Rodadas | Rodadas | Rodadas | Rodadas | Rodadas | Rodadas | Rodadas | Rodadas | Rodadas | Rodadas | Rodadas | Rodadas | Rodadas | Rodadas | Rodadas | Rodadas | Rodadas | Rodadas | Rodadas | Rodadas | Rodadas | Rodadas | Rodadas | Rodadas | Rodadas | Rodadas |
| ------- | ------- | ------- | ------- | ------- | ------- | ------- | ------- | ------- | ------- | ------- | ------- | ------- | ------- | ------- | ------- | ------- | ------- | ------- | ------- | ------- | ------- | ------- | ------- | ------- | ------- | ------- | ------- | ------- | ------- | ------- | ------- | ------- | ------- | ------- | ------- | ------- | ------- | ------- | ------- | ------- | ------- | ------- | ------- | ------- | ------- |
| 1       | 2       | 3       | 4       | 5       | 6       | 7       | 8       | 9       | 10      | 11      | 12      | 13      | 14      | 15      | 16      | 17      | 18      | 19      | 20      | 21      | 22      | 23      | 24      | 25      | 26      | 27      | 28      | 29      | 30      | 31      | 32      | 33      | 34      | 35      | 36      | 37      | 38      | 39      | 40      | 41      | 42      | 43      | 44      | 45      | 46      |
| PAY     | PAY     | PAY     | PAY     | PAY     | PAY     | PAY     | PAY     | PAY     | PAY     | PAY     | PAY     | PAY     | PAY     | PAY     | PAY     | GOI     | GOI     | GOI     | PAY     | GOI     | GOI     | GOI     | GRE     | GRE     | GRE     | GRE     | GRE     | GRE     | GRE     | GRE     | GRE     | GRE     | GRE     | GRE     | GRE     | GRE     | GRE     | GRE     | GRE     | GRE     | GRE     | BAH     | PON     | BAH     | BAH     |

## Estatísticas

### Artilharia
| Gols | Jogador      | Time                |
| ---- | ------------ | ------------------- |
| 31   | Dimba        | Goiás               |
| 30   | Renaldo      | Paraná              |
| 29   | Luís Fabiano | São Paulo           |
| 24   | Alex         | Cruzeiro            |
| 22   | Aristizábal  | Cruzeiro            |
| 20   | Marcel       | Coritiba            |
| 16   | Ilan         | Atlético Paranaense |

## Premiação
| Campeonato Brasileiro de Futebol de 2003   |
| Minas Gerais                               |
| ------------------------------------------ |
| Cruzeiro Esporte Clube Campeão (2° título) |